# Дюрский
Дюрский — посёлок в Новоузенском районе Саратовской области России, административный центр сельского поселения Дюрское муниципальное образование.

## География
Посёлок расположен на левом берегу реки Дюра примерно в 39 км (по прямой) в северо-восточном направлении от районного центра города Новоузенск (в 48 км по автодорогам). На реке Дюра создано несколько прудов.

## История
Основан как центральная усадьба совхоза «Дюрский». Совхоз «Дюрский» был организован на основании приказа Министерства РСФСР по сельскому хозяйству и решения областного треста с\х заготовок 16 декабря 1969 года в результате реорганизации совхоза имени Глухова. Строительство посёлка началось в 1970 году. В 1971 года открыта школа.
Указом Президиума Верховного совета РСФСР от 19 октября 1984 года посёлок центральной усадьбы совхоза «Дюрский» переименован в посёлок Дюрский.

## Население
Динамика численности населения по годам:
| 2002 |
| ---- |
| 499  |

| 2002 | 2010 |
| ---- | ---- |
| 523  | ↘506 |

Национальный состав
Согласно результатам переписи 2002 года большинство населения составляли русские (52 %) и казахи (39 %).